# Micropercops cinctus
Micropercops cinctus is een straalvinnige vissensoort uit de familie van de zeegrondels (Odontobutidae). De wetenschappelijke naam van de soort is voor het eerst geldig gepubliceerd in 1872 door Dabry de Thiersant.